# Cyrus Elias
Cyrus Elias (* 21. Mai 1930 in New York City; † 29. September 2013) war ein US-amerikanischer Schauspieler.

## Leben und Wirken
Elias, dessen Familie griechischstämmig ist, leistete seinen Wehrdienst im Koreakrieg und besuchte beim Actors Studio u. a. Kurse von Errol Clemens und Elia Kazan. Bereits Ende der 1950er-Jahre übersiedelte er nach Italien, wo er eine lange Karriere im Kino begann, die quantitativ ab den 1980er-Jahren enorm zulegte. Mit südeuropäischem Aussehen, schwarzen Haaren und hager spielte er Charakterrollen in vielen Genrefilmen.
Er starb im September 2013 im Alter von 83 Jahren.

## Filmografie (Auswahl)
- 1960: Jovanka und die anderen (Jovanka e le altre)
- 1961: Meuterei (L'ammutinamento)
- 1962: Ein sonderbarer Heiliger (The Reluctant Saint)
- 1963: Herkules, Samson und Odysseus (Ercole sfida Sansone)
- 1968: Fenomenal und der Schatz von Tutanchamun (Fenomenal e il tesoro di Tutankamen)
- 1970: Geliebte Christa – Stewardessen lieben heiß (Christa)
- 1974: Brot und Schokolade (Pane e cioccolata)
- 1981: Nah-Kampf-Truppe (Ciao nemico)
- 1984: She – Eine verrückte Reise in die Zukunft (She)
- 1985: Christopher Columbus
- 1987: Renegade
- 1987: Rent-a-Cop
- 1988: Domino sucht die Liebe (Domino)
- 1989: Maya
- 1991: Millions – Der Clan der Milliardäre (Miliardi)
- 1994: Voll normaaal
- 1994: Honey Sweet Love
- 1999: Falcone – Im Fadenkreuz der Mafia (Excellent Cadavers, Fernsehfilm)
- 1999: Dem Mörder verfallen – Eine Frau in Gefahr (Ombre, Fernsehfilm)
- 2000: Die Mumie schlägt zurück (The Mummy Theme Park)
- 2001: Judas (Giuda, Fernsehfilm)
- 2003: Psychovision
- 2005: Papst Johannes Paul II. (Pope John Paul II, Fernsehzweiteiler)
- 2009: Visions